# Volta al País Basc 1929
La Volta al País Basc 1929 és la 6a edició de la Volta al País Basc. La cursa es disputà en quatre etapes, entre el 7 i l'11 d'agost de 1929, per a un total de 723 km.
En aquesta edició es van inscriure un total de 73 ciclistes, dels quals finalment en van prendre part 51 i l'acabaren 44 d'ells. El vencedor final fou, per segon any consecutiu, el belga Maurice Dewaele, que s'imposà a Marcel Bidot i Nicolas Frantz.

## Etapes
| Etapa    | Data       | Recorregut                 | Km  | Vencedor de l'Etapa   | Líder de la general   |
| -------- | ---------- | -------------------------- | --- | --------------------- | --------------------- |
| 1a etapa | 7 d'agost  | Bilbao - Vitòria           | 180 | Marcel Bidot (FRA)    | Marcel Bidot (FRA)    |
| 2a etapa | 8 d'agost  | Vitòria - Pamplona         | 150 | André Leducq (FRA)    | Marcel Bidot (FRA)    |
| 3a etapa | 9 d'agost  | Pamplona - Sant Sebastià   | 216 | Maurice Dewaele (BEL) | Maurice Dewaele (BEL) |
| 4a etapa | 11 d'agost | Sant Sebastià - Las Arenas | 177 | Nicolas Frantz (LUX)  | Maurice Dewaele (BEL) |

## Classificació general
|    | Ciclista               | Equip           | Temps       |
| -- | ---------------------- | --------------- | ----------- |
| 1  | Maurice Dewaele (BEL)  | Alcyon - Dunlop | 24h 27' 55" |
| 2  | Marcel Bidot (FRA)     | La Française    | + 4' 35"    |
| 3  | Nicolas Frantz (LUX)   | Alcyon - Dunlop | + 7' 16"    |
| 4  | André Leducq (FRA)     | Alcyon - Dunlop | + 17' 14"   |
| 5  | Marià Cañardo (ESP)    |                 | + 28' 22"   |
| 6  | Julien Vervaecke (BEL) | Alcyon - Dunlop | + 29' 11"   |
| 7  | Victor Fontan (FRA)    | Elvish          | + 36' 53"   |
| 8  | Benoit Faure (FRA)     |                 | + 44' 18"   |
| 9  | Aimé Deolet (BEL)      | Alcyon - Dunlop | + 46' 48"   |
| 10 | Salvador Cardona (ESP) | Fontan          | + 53' 48"   |